# 阿尔韦卡
阿尔韦卡，是西班牙加泰罗尼亚莱里达省的一个市镇。 总面积58平方公里，总人口2329人（001年），人口密度40人/平方公里。